# 小帕亞爾潘火山
小帕亞爾潘火山（羅馬化：Maly Payalpan）是俄羅斯的火山，位於堪察加半島中部，屬於中部山脈的一部分，海拔高度1,802米，最近一次火山噴發在全新世早期發生。